# Clarence Weatherspoon
Clarence Weatherspoon (Crawford, 8 settembre 1970) è un ex cestista statunitense, professionista nella NBA.

## Carriera
È stato selezionato dai Philadelphia 76ers al primo giro del Draft NBA 1992 (9ª scelta assoluta).
Con gli Stati Uniti ha disputato i Giochi panamericani de L'Avana 1991.

## Statistiche

### College
| Anno      | Squadra           | PG  | PT | MP   | TC%  | 3P%  | TL%  | RP   | AP  | PRP | SP  | PP   |
| --------- | ----------------- | --- | -- | ---- | ---- | ---- | ---- | ---- | --- | --- | --- | ---- |
| 1988-1989 | USM Golden Eagles | 27  | -  | 33,9 | 54,5 | 33,3 | 59,0 | 10,7 | 1,1 | 1,1 | 1,6 | 14,7 |
| 1989-1990 | USM Golden Eagles | 32  | -  | 36,4 | 60,5 | 0,0  | 69,1 | 11,6 | 0,9 | 1,1 | 1,4 | 17,8 |
| 1990-1991 | USM Golden Eagles | 29  | 29 | 35,1 | 58,9 | 50,0 | 74,5 | 12,2 | 2,3 | 1,4 | 2,1 | 17,8 |
| 1991-1992 | USM Golden Eagles | 29  | 29 | 36,4 | 56,3 | 45,3 | 67,5 | 10,5 | 1,6 | 1,6 | 2,7 | 22,3 |
| Carriera  | Carriera          | 117 | 58 | 35,5 | 57,6 | 44,4 | 67,7 | 11,3 | 1,5 | 1,3 | 1,9 | 18,2 |

### NBA

#### Regular Season
| Anno      | Squadra             | PG  | PT  | MP   | TC%  | 3P%  | TL%  | RP   | AP  | PRP | SP  | PP   |
| --------- | ------------------- | --- | --- | ---- | ---- | ---- | ---- | ---- | --- | --- | --- | ---- |
| 1992-1993 | Philadelphia 76ers  | 82  | 82  | 32,4 | 46,9 | 25,0 | 71,3 | 7,2  | 1,8 | 1,0 | 0,8 | 15,6 |
| 1993-1994 | Philadelphia 76ers  | 82  | 82  | 38,4 | 48,3 | 23,5 | 69,3 | 10,1 | 2,3 | 1,2 | 1,4 | 18,4 |
| 1994-1995 | Philadelphia 76ers  | 76  | 76  | 39,4 | 43,9 | 19,0 | 75,1 | 6,9  | 2,8 | 1,5 | 0,9 | 18,1 |
| 1995-1996 | Philadelphia 76ers  | 78  | 75  | 39,7 | 48,4 | 0,0  | 74,6 | 9,7  | 2,0 | 1,4 | 1,4 | 16,7 |
| 1996-1997 | Philadelphia 76ers  | 82  | 82  | 36,0 | 49,1 | 16,7 | 73,8 | 8,3  | 1,7 | 0,9 | 1,0 | 12,2 |
| 1997-1998 | Philadelphia 76ers  | 48  | 18  | 26,9 | 42,6 | -    | 70,7 | 7,0  | 0,8 | 0,9 | 1,1 | 8,4  |
| 1997-1998 | G.S. Warriors       | 31  | 31  | 33,4 | 45,8 | -    | 74,8 | 8,3  | 1,6 | 1,4 | 0,7 | 10,7 |
| 1998-1999 | Miami Heat          | 49  | 3   | 21,2 | 53,4 | -    | 80,4 | 5,0  | 0,7 | 0,6 | 0,3 | 8,1  |
| 1999-2000 | Miami Heat          | 78  | 2   | 20,7 | 51,3 | -    | 73,8 | 5,8  | 1,2 | 0,7 | 0,6 | 7,2  |
| 2000-2001 | Cleveland Cavaliers | 82  | 82  | 33,8 | 50,1 | -    | 79,0 | 9,7  | 1,3 | 1,0 | 1,3 | 11,3 |
| 2001-2002 | N.Y. Knicks         | 56  | 41  | 30,9 | 41,8 | -    | 79,5 | 8,2  | 1,1 | 0,7 | 0,9 | 8,8  |
| 2002-2003 | N.Y. Knicks         | 79  | 19  | 25,6 | 44,9 | -    | 76,8 | 7,6  | 0,9 | 0,9 | 0,5 | 6,6  |
| 2003-2004 | N.Y. Knicks         | 15  | 1   | 14,4 | 45,0 | -    | 94,7 | 3,3  | 0,9 | 0,5 | 0,1 | 3,6  |
| 2003-2004 | Houston Rockets     | 37  | 0   | 17,6 | 50,3 | 0,0  | 66,0 | 4,2  | 0,5 | 0,6 | 0,4 | 5,6  |
| 2004-2005 | Houston Rockets     | 40  | 18  | 13,1 | 41,2 | -    | 82,9 | 3,1  | 0,4 | 0,2 | 0,2 | 3,1  |
| Carriera  | Carriera            | 915 | 612 | 30,3 | 47,1 | 19,6 | 74,3 | 7,5  | 1,5 | 1,0 | 0,9 | 11,5 |

#### Playoffs
| Anno     | Squadra         | PG | PT | MP   | TC%  | 3P% | TL%  | RP  | AP  | PRP | SP  | PP  |  |
| -------- | --------------- | -- | -- | ---- | ---- | --- | ---- | --- | --- | --- | --- | --- |  |
| 1999     | Miami Heat      | 5  | 0  | 22,4 | 34,6 | -   | 64,7 | 4,2 | 0,4 | 1,4 | 0,2 | 5,8 |  |
| 2000     | Miami Heat      | 10 | 0  | 17,0 | 41,7 | -   | 58,3 | 4,1 | 0,1 | 0,4 | 0,3 | 6,4 |  |
| 2004     | Houston Rockets | 2  | 0  | 11,0 | 40,0 | -   | 50,0 | 2,0 | 0,0 | 0,0 | 0,0 | 3,5 |  |
| 2005     | Houston Rockets | 1  | 0  | 1,0  | -    | -   | -    | 0,0 | 0,0 | 0,0 | 0,0 | 0,0 |  |
| Carriera | Carriera        | 18 | 0  | 16,9 | 39,6 | -   | 59,6 | 3,7 | 0,2 | 0,6 | 0,2 | 5,6 |  |

## Palmarès
- NBA All-Rookie Second Team (1993)